# Ireland Act 1949
Der Ireland Act 1949 ist ein Gesetz des britischen Parlaments, der die Folgen des Republic of Ireland Act des irischen Parlaments berücksichtigen sollte. Dieses Gesetz ist noch weitgehend in Kraft, aber durch den Northern Ireland Act (1998) etwas verändert worden.  

## Bestimmungen
Die Hauptbestimmung ist, dass die Gründung der Republik Irland und ihr Austritt aus dem Commonwealth akzeptiert werden, dass aber „die Republik Irland kein Ausland“ ist. Außerdem wird festgehalten, dass im Vereinigten Königreich der Name Republik Irland an die Stelle von Éire treten kann. Dieser Teil ist weiterhin rechtskräftig.
Das Gesetz legte weiterhin fest, dass Nordirland Teil des Vereinigten Königreichs bleibt, um der dortigen unionistischen Mehrheit die Garantie zu geben, dass Nordirland so lange Teil des Vereinigten Königreichs sein kann, wie es das will. Das war die erste Rechtsgarantie dieser Art, die Nordirland gegeben wurde. 